# Stentjärnen (Ängersjö socken, Hälsingland, 686745-145728)
Stentjärnen är en sjö i Härjedalens kommun i Hälsingland och ingår i Ljusnans huvudavrinningsområde.